# Gitta
Gitta (hebr. גיתה) – wieś komunalna położona w Samorządzie Regionu Ma’ale Josef, w Dystrykcie Północnym, w Izraelu.

## Położenie
Wieś jest położona na wysokości 432 metrów n.p.m. w południowo-zachodniej części Górnej Galilei. Leży na południowo-zachodnim zboczu wzgórza Har Janoach (661 m n.p.m.), które jest ograniczone od południa wadi strumienia Kiszor, który wpada do strumienia Bet ha-Emek. Po drugiej stronie wadi wznosi się masyw górski Matlul Curim (ok. 769 m n.p.m.). Na zachód od wsi są źródła strumienia Gat, a na północnym zachodzie przepływa strumień Jano'ah. Wszystkie strumienie płyną w kierunku zachodnim, gdzie łączą się wśród wzgórz Zachodniej Galilei i spływają na równinę przybrzeżną Izraela. Okoliczne wzgórza są zalesione. W otoczeniu wsi Gitta znajdują się miejscowości Jirka, Januch-Dżat, Kefar Weradim i Kisra-Sumaj, kibuce Kiszor i Pelech, oraz moszawy Lappidot i Chosen. Na północnym wschodzie jest strefa przemysłowa Tefen, a na południowym zachodzie jest położona baza wojskowa Jirka (prawdopodobnie są to magazyny amunicji).

### Podział administracyjny
Gitta jest położona w Samorządzie Regionu Ma’ale Josef, w Poddystrykcie Akka, w Dystrykcie Północnym Izraela.

## Demografia
Stałymi mieszkańcami wsi są wyłącznie Żydzi. Tutejsza populacja jest świecka:

Źródło danych: Central Bureau of Statistics.

## Historia
Wieś została założona w 1980 roku w ramach rządowego projektu ha-Micpim be-Galil (hebr. המצפים בגליל; pol. Morze Perspektyw Galilei). Projekt ten zakładał zakładanie nowych osiedli w Galilei, aby w ten sposób poprawić pozycję demograficzną społeczności żydowskiej na północy kraju. Problemy społeczne i gospodarcze spowodowały jednak, że osada została szybko opuszczona. Ponowne zasiedlenie wioski miało miejsce w 1993 roku. Zamieszkali w niej wówczas imigranci z krajów byłego ZSRR. Istnieją plany rozbudowy wsi.

## Edukacja
Wieś utrzymuje przedszkole. Starsze dzieci są dowożone do szkoły podstawowej w moszawie Becet lub szkoły średniej przy kibucu Kabri.

## Kultura i sport
We wsi znajduje się ośrodek kultury z biblioteką. Z obiektów sportowych boisko do koszykówki oraz siłownia.

## Infrastruktura
We wsi jest przychodnia zdrowia, sklep wielobranżowy oraz warsztat mechaniczny.

## Turystyka
Okoliczne zalesione wzgórza są dużą atrakcją turystyczną. We wsi jest możliwość wynajęcia domków noclegowych.

## Gospodarka
Podstawą lokalnej gospodarki jest obsługa ruchu turystycznego. Większość mieszkańców dojeżdża do pracy w pobliskich strefach przemysłowych.

## Transport
Ze wsi wyjeżdża się na zachód lokalną drogą, która prowadzi do skrzyżowania dróg pomiędzy miejscowościami Jirka i Januch-Dżat. Można tędy wjechać do obu tych miejscowości.